# Gül Baba utca

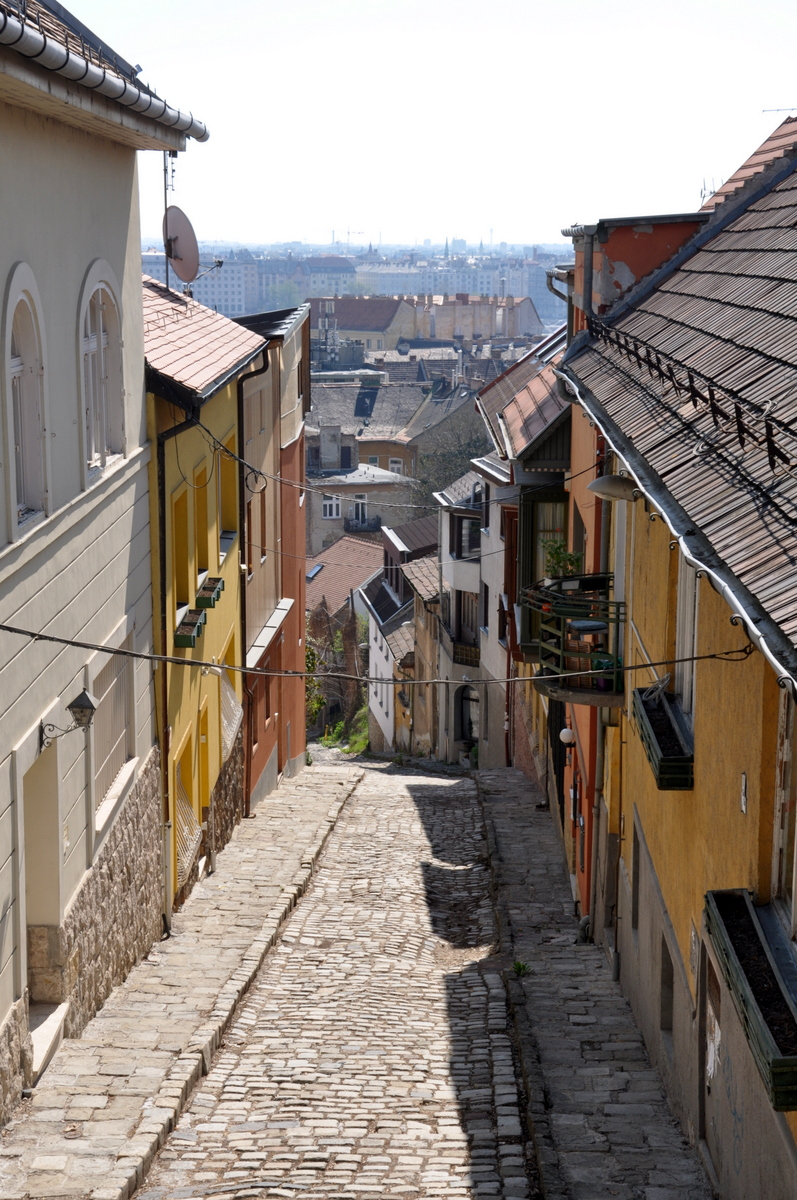
A Vérhalom utcai vége felől. Jobbra Ránki György egykori lakóháza

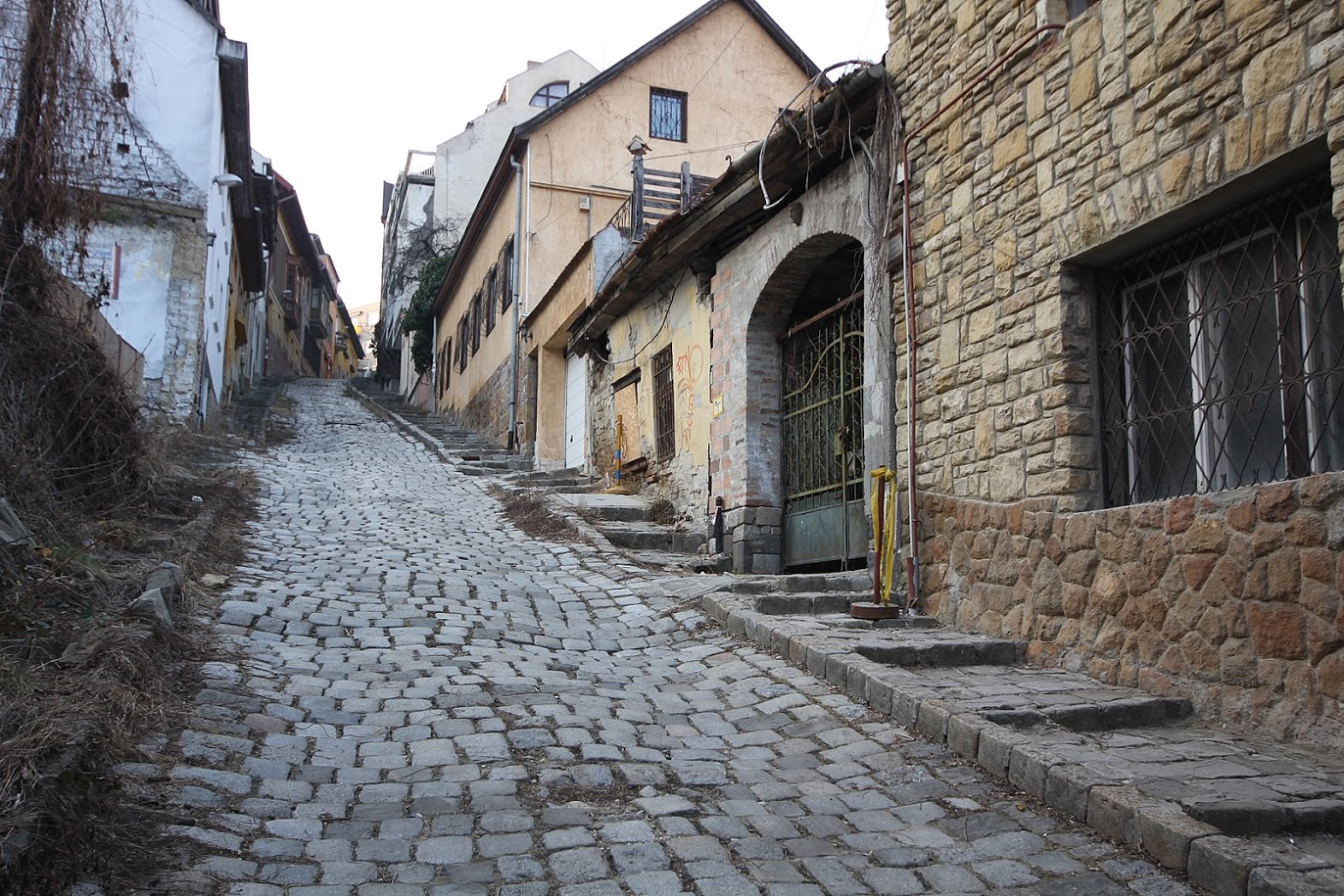
Gül Baba utca, 2005-ben

A Budapest II. kerületében, Rózsadomb és Felhévíz városrészek határán húzódó Gül Baba utca Buda kevés, máig megmaradt középkori lakóutcájának egyike, egyben Budapest egyik legmeredekebbje is. Az egyedi hangulatú utca szintén egyike azon keveseknek, amik ma is macskakővel burkoltak.

## Története
Az utca a Frankel Leó út, a Török utca és az Üstökös utca találkozásánál található apró, névtelen térnél indul, ahonnét autóval is be lehet rá hajtani. Innét egyenesen és meredeken kaptat felfelé a domboldalon, majd Gül Baba türbéje mellett megtörik és törésirányban folytatódik. Felső végén rövid lépcsősor van, ami a Vérhalom utcára vezet. Itt található Ránki György zeneszerző egykori otthona is, a 36-os szám alatt. A gépjárműforgalom szempontjából zsákutca.
A középkorban kialakult utca az ottani ingatlanbirtokos Niedermayer család után sokáig Niedermayergasse, vagy magyarosan Niedermayer utca volt, mígnem 1915-ben Gül Baba ünnepélyes újratemetése alkalmából a türbéje melletti utcát átkeresztelték a dervis után. A második világháború során itt is súlyos harcok dúltak. 
Az utcát ma új, modern és omladozó, lakatlan, régi épületek egyaránt szegélyezik.